# Juan Carlos de Areizaga

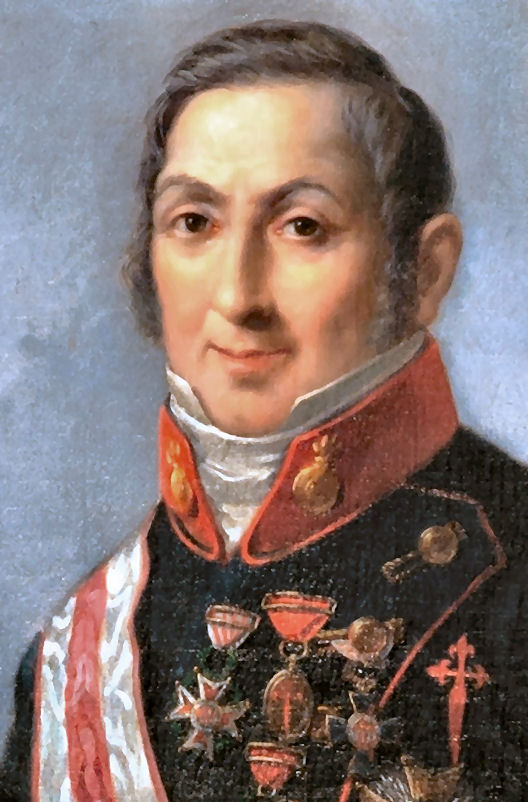
Juan Carlos de Areizaga (ca. 1810)

Juan Carlos de Aréizaga y Alduncín (* 17. Januar 1756 in Hondarribia, Guipúzcoa; † 18. März 1820 in Tolosa, Guipúzcoa) war während der Napoleonischen Kriege ein spanischer Generalleutnant.

## Leben
Er war der Sohn des Obersten Juan Carlos Aréizaga y Irusta. Ältere Literatur nennt als Geburtsort Urretxu. 1775 trat er als Kadett in die Armee des Infanterieregiments Mallorca ein, mit dem er an der Expedition und Ausschiffung von Algier (8. Juli 1775) teilnahm, wo sein linker Arm schwer verwundet wurde. Am 3. Januar 1778 wurde er zum Leutnant befördert. Er diente während des Krieges gegen England auf Marineschiffen und erhielt am 1. Januar 1783 den Rang eines Hauptmanns. 1790 nahm er an der Verteidigung der algerischen Stadt Oran teil und zeichnete sich bei den Gefechten vom 21. und 26. Oktober aus. Bis zum 3. Oktober 1791 lag er dann in der dortigen Garnison.
Zu Beginn des Krieges gegen Frankreich wurde er zum Adjutanten des General Ventura Caro, des Oberbefehlshabers der Armee von Guipúzcoa und Navarra ernannt. Er nahm dabei am Gefecht von Chateau-Pignon (6. Juni 1793) und an der Entnahme einer Batterie und eines Lagers am folgenden 23. Juli teil. Er organisierte ein Bataillon Freiwilligen aus Guipúzcoa, zu dessen Führer am 8. Juli ernannt wurde. An dessen Spitze kämpfte er am 5. Februar 1794 auf den Höhen von Hendaya und am 24., 18. und 16. Juni bei Punta del Diamante. Während der Bombardierung von Fort Biriatu (23. Juni) wurde er abermalig verwundet. Im folgenden Jahr kämpfte er bei Elgóibar und Azcárate (9. und 19. Mai 1795), nahm am Rückzug von Elgóibar (28. Mai) teil, kämpfte bei Elosua und Vergara (29. und 30. Juni) und ging am 15. Juli nach Miranda de Ebro zurück. Am Ende des Krieges erhielt er den Rang des Oberstleutnant in der allgemeinen Beförderung vom 4. September 1795 und wurde am 4. Februar 1796 zum Kommandeur des Regiments Mallorca ernannt.
Am 12. November 1797 wurde er zum Kommandanten des 3. Bataillons des Regiments Sevilla befördert, wo er bis zum 2. April 1799 verblieb, als er zum Oberst befördert wurde und als Chef zum Cordoba-Regiment wechselte. Am 25. September 1800 wurde er offiziell zum Obersten des Regiments ernannt. Während des folgenden Krieges gegen England diente er unter General Morla und führte das militärische Kommando auf der Isla de León der Insel, die dem Stadtgebiet von Cádiz entspricht. Am 27. März 1802 erhielt er die Freistellung zur Heirat mit María Ana de Magallón Armendáriz, Tochter von José María Magallón, Marquis von San Adrián, mit welcher sich am 5. Mai in Tolosa vermählte.
Nach dem Krieg wurde er 1802 zum Ritter des Ordens von Santiago geschlagen. Im folgenden Jahr wurde er am 15. Juni 1803 an der Plaza de San Sebastián zum Oberst ernannt und zwei Jahre später am 22. November 1805 in Pamplona verabschiedet. Seinen vorzeitigen Abschied verbrachte er bis 1808 in Tolosa, danach trat er der Partei des Kronprinzen Fernando bei und begleitete diesen auf seinem Weg durch Vitoria nach Bayonne.
Zu Beginn des Unabhängigkeitskrieges ging er nach Huesca und Saragossa, rekrutierte Miliztruppen und unterstellte sich im November 1808 der Armee des Generals Castaños. Nach der Niederlage von Tudela erhielt er vom Kommissar der Zentraljunta, Francisco Palafox, den Befehl über eine Infanterie-Division zugewiesen.
Am 8. März 1809 zum Brigadier befördert, rekrutierte er Truppen in Mequinenza und versammelte seine Truppen bei Tortosa. Er wurde vom Zentralvorstand in Sevilla mit Vollmachten ausgestattet, am 1. Mai zum Generalmajor befördert und erhielt bei der 2. Armee unter General Blake den Befehl über die rechte Heeresabteilung in Andalusien.
In der Schlacht von Alcañiz (23. Mai) befehligte er eine neu aufgestellte Division und erhielt am 1. Juni die Beförderung zum Generalleutnant. Er kämpfte dann in der Schlacht bei Belchite (18. Juni) und wurde nach dem Rückzug zum Gouverneur der Plaza de Lérida ernannt. Er organisierte dort unter dem Befehl von General Eguía bis Ende September die dortige Verteidigung und erhielt am 22. Oktober den Oberbefehl über die Armee des Zentrums zugewiesen.
Im Herbst 1809 bereitete die Junta gegen den Rat von Wellesley einen Angriffsplan vor, um die Franzosen aus Madrid zu vertreiben. Dazu sollte die Armee des Zentrums und der Extremadura, die jeweils von Aréizaga und dem Herzog von Alburquerque geführt wurden, gemeinsam vorgehen.
Aréizaga versammelte in Sierra Morena eine Armee von ungefähr 50.000 Mann, 5700 Reiter und 60 Geschütze, die in diesem Krieg bisher am besten ausgerüstet und bewaffnet war. Am 3. November begann er seinen Vormarsch und zwang die französischen Truppen zum Rückzug nach Ocaña. Ein Teil seiner von Generalmajor Bermuy kommandierten Kavallerie wurde am 18. November in Ontígola zurückgeworfen. Am nächsten Tag erlitt er gegen die Franzosen unter Soult, Mortier und Sebastiani in der Schlacht bei Ocaña eine vernichtende Niederlage und verlor dabei fast zwanzigtausend Mann an Tote, Verwundeten und Gefangenen. Die Reste seiner Armee zerstreute sich und zog sich zu ihren Stützpunkt in der Sierra Morena zurück, wo er drei Wochen später noch gerade 24.000 Mann sammeln konnte. Der überforderte Aréizaga bat die Junta, von seinem Kommando zurücktreten zu können, aber seine Bitte wurde nicht gestattet. Er behielt den Befehl der Truppen in Sierra Morena und musste das Gebiet am 20. Januar 1810 wegen Flankenmanöver der Franzosen aufgeben. Er war dann gezwungen, seine dezimierten Truppen nach Granada zurückzuziehen, wo er am 27. Januar das Kommando an General Blake übergab. Die Zentraljunta ernannte ihn am 3. August 1810 zum Gouverneur von Cartagena. Dort blieb er bis zum 28. Dezember, dem Tag, an dem er zur neu aufgestellten 5. Armee unter dem Befehl des Marquis de la Romana zugeteilt wurde. Diese Truppen marschierten zum Schutz der Regierung nach Cádiz, wo sie Anfang April 1811 ankamen.
Am 18. September 1811 wurde er aufgrund der Niederlage von Ocaña nachträglich zum Befehlshaber der Garnison Alicante degradiert, bis er am 15. Februar 1813 den Befehl erhielt, wieder nach Cádiz zu kommen. Am 25. September 1813 wurde er zum Abgeordneten Navarras in den Cortes von Cádiz gewählt. Er wurde dann von Juni bis Dezember 1813 Gouverneur von Algeciras.
Nach der Rückkehr von Ferdinand VII. wurde er am 23. Juli 1814 zum Generalkapitän von Guipúzcoa ernannt. Während der Hundert Tage erhielt er noch bis zum 9. Juni 1815 den Befehl der linken Observationsarmee, die er dann an General Enrique O’Donnell, Graf von La Bisbal abgeben musste.
Am 12. Juni 1816 wurde sein Antrag auf das Militärkreuz des Ordens San Fernando abgelehnt, er erhielt jedoch laut der Gazette de Madrid vom 23. Dezember das Große Kreuz des Ordens San Hermenegildo zuerkannt. In seiner Heimat Guipúzcoa befehligte er noch bis zu seinem Tod im März 1820 die Provinztruppen.